# Федорович Валентин Олегович
Федорович Валентин Олегович — ( 14.10.2000р., м. Хмельницький - 22.03.2022р., м. Маріуполь) - старший солдат НГУ, учасник російсько-української війни. Cтарший навідник, ОЗСП «Азов». Командир мінометного розрахунку. Нагороджений орденом «За мужність» ІІІ ступеня
Біографія
Валентин Федорович народився у місті Хмельницький 14 жовтня 2000 року, із самого дитинства мав чітку патріотичну позицію. Йому ще не було 18-ти років, як він активно брав участь в політичному житті хмельницької територіальної громади як член молодіжних та патріотичних організацій «Національний корпус» та ГО «Сокіл».
В 2018 році Валентин пройшов курс підготовки десятників «Школи молодших командирів імені Аксьона і Хоми».
Закінчив школу № 19 (нині гімназія №19). Потім вступив до Хмельницького університету управління і права.  Де навчався за спеціальністю " соціальне забезпечення" та " публічне управління та адміністрування". 
Військова справа
Вперше Валентин відправився на Донбас у віці 17 років як доброволець Правого Сектору. Валентин ніколи не боявся російських окупантів, своїм прикладом він надихав молодь приєднуватись до війська, не боятись кількості та зброї росіян та спільно брати участь в обороні України. Протягом 2018 року Валентин брав участь в бойових діях під Мар’їнкою та Авдіївкою.
З 2019 по 2022 рік Валентин воював у Донецькій і Луганській області.
Протягом 2019 року Валентин проводив військові навчання на базі підготовки Атек (м. Київ), прийшов підбір базового курсу підготовки за стандартами НАТО.
«Валентин прийшов у наш підрозділ у 2019 році, після навчання він потрапив до нас по розподілу, - розповідає «Фрутті», побратим загиблого Героя. - Наш підрозділ – це мінометний взвод в піхотній роті. Окрім цього, він рухався більше по медичній справі в нашому взводі. Згодом він став командиром мінометного розрахунку. 24 лютого 2022 року ми залишились у Маріуполі. Валентин був на спостережному пункті і внаслідок авіанальоту він поліг…» 
Без страху Валентин зустрів свою загибель у місті Маріуполь, в той час коли російська навала взяла місто в облогу та невпинно штурмувала та обстрілювала позиції оборонців, Валентин зберігав оптимізм, вірив у перемогу, не боявся виконувати бойові завдання та надихав своїм прикладом відстоювати місто до кінця.
З 24.02.2022 по 20.03.2022 року Валентин обороняв місто Маріуполь як командир мінометного розрахунку. Останнє своє завдання Валентин провів у складі піхотної групи з 20.03.2022 по 22.03.2022. Героїчно загинув при обороні Маріуполя 22.03.2022. Нагороджений орденом «За мужність» ІІІ ступеня за особисту мужність і самовіддані дії, виявлені у захисті державного суверенітету та територіальної цілісності України, вірність військовій присязі, зразкове виконання службового обов'язку.
Валентин все своє свідоме життя провів в українському війську, присвятив всього себе службі Батьківщині, не здавався, не відступав, не відмовлявся від бойових завдань, та віддав своє життя без страху і сумніву, обороняючи місто Маріуполь і його жителів.
Понад 2 роки вважався зниклим безвісти. Лише після експертизи ДНК тіло захисника вдалося ідентифікувати та повернути додому.
У Валентина залишились батьки.

Поховали Героя на Алеї Слави кладовища у мікрорайоні Ракове.

## Нагороди
- орден «За мужність» III ступеня (2022,  — за особисту мужність і самовіддані дії, виявлені у захисті державного суверенітету та територіальної цілісності України, вірність військовій присязі, зразкове виконання службового обов'язку.